# カール・マイ

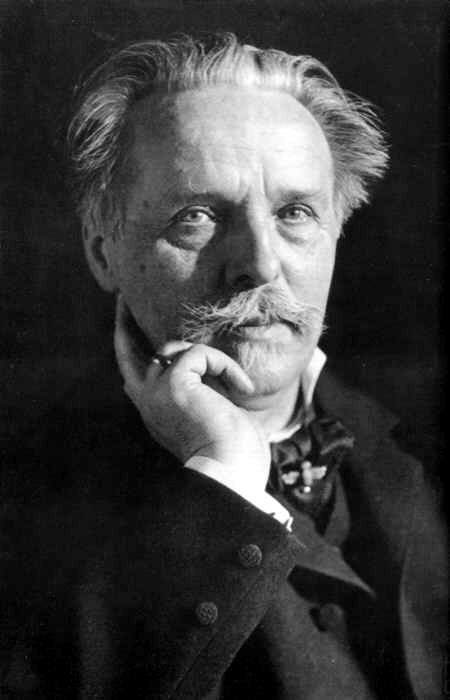
カール・マイ

カール・フリードリヒ・マイ（Karl Friedrich May、1842年2月25日 - 1912年3月30日）は、ドイツの小説家。ドイツ東部ザクセン州ホーエンシュタイン＝エルンストタール出身。
貧困の中で育ったが、幼年期から物語の語り部として特異な才能を示す。師範学校時代に教師に反抗して軽犯罪を犯したが、服役中に刑務所内の図書館で多読したことにより、文学に目覚める。出所後に雑誌編集者時代から作家活動を始め、やがて当代随一の人気作家になる。その作品は広い世界を舞台としたものが主流であるが、とりわけ中近東（オスマン帝国の領域）とアメリカ西部のインディアンの世界が中核になっている。日本の明治時代に当たる19世紀後半に活躍したが、その波乱万丈の冒険小説は、生前はもちろん第二次大戦後の現在なお、人々を遥かな夢の国へといざなってやまない。その作品は、ドイツでは百年を越す歳月のうちに、聖書に次ぐ発行部数に達しており、また日本語を含め現在43の言語に翻訳されている。

## 生涯
カール・フリードリヒ・マイは、1842年2月25日、東部ドイツ・ザクセン地方の小さな織物の町エルンストタールで生まれた。父親は貧しい織物工で、その生家もみすぼらしく、14人の子供のうち9人は2歳までに死亡していたという。5番目の息子カールだけが乳児期を生き延び、幼年期から「童話の祖母」に育てられ、その影響もあって物語の語り部として特異な才能を示した。そのため父親は自分の夢をこの息子に託して、英才教育を施した。はじめは各種童話、薬草本、絵入り聖書ほかの書物を濫読させられ、後には完本の聖書を初めから終わりまで繰り返し読んだという。
小学校のあと、本人はギムナジウム（9年制の中・高等学校）から大学への進学を切望したが、一家の経済的余裕がなく、負担の少ない師範学校へ進み、教師となった。しかし当時のドイツの学校は、教師や生徒に対して厳しい規制や拘束を課していた為、生来自由を求めてやまない気質から、しばしば軽犯罪をおかして、不当とも思われる重い禁固刑を受け、更生施設や刑務所生活を余儀なくされた。とはいえそれらの施設内に設置された図書館をマイは自由に利用することができ、あり余る時間の中で多読濫読の贅沢に恵まれたのであった。そしてその間、哀れな現実を逃れて自由な想像の翼をいくらでも広げることができる遥かな夢の世界を、文章の力によって築いていくことを自分の一生の課題と定めた。
1874年に刑務所を出た後故郷の両親のもとに帰り、執筆活動を始め、その後編集者の職を得た。しばらくのちフリーの作家として自立し、1878年にマイはガールフレンドのエマ・ポルマーとともにドレスデンへ移り住んだ。フリーランスでさまざまな雑誌に作品を発表していくうちに、次第にその人気は高まっていった。なかでもカトリック系のプステット社の人気週刊誌『ドイツ人の家宝』との間に1879年、契約を結び、アメリカ西部を舞台とした冒険物語を書き始めたのが、その大きな人気を決定づける契機となった。こうして生活に余裕のできたマイは、1880年エマと結婚した。いっぽうシュペーマン社の雑誌『よき仲間』に、1887年から10年間にわたり、「青少年向け作品」を7編寄稿したが、元教師であったこの作家が自分に課せられた使命として引き受けたものである。
しかし1891年、マイに文学的名声のみならず、経済的豊かさと社会的地位の上昇をもたらす、大きな転機が訪れた。それは南独フライブルクのフェーゼンフェルト社の申し出によって、それまで『ドイツ人の家宝』その他の雑誌に発表してきたマイの世界冒険物語を、個人全集の形で発行していくというものであった。そしてその最初のものとしてオリエント（オスマン帝国領の中近東地域）シリーズ6巻が、1892年のうちに刊行されていった。これはやがて33巻で完結した。
それまで馬車馬のように執筆活動を続けていたこの作家にも、これ以後、人々との交流をする余裕が生まれた。1895年にはドレスデン近郊のラーデボイルの高級住宅街に豪邸を購入し、その作品の主人公（アメリカ西部の英雄で、自分自身でもあった）シャターハンドにちなんで、その屋敷を「ヴィラ・シャターハンド」と名づけた。そしてこの館を中心にして社交生活が始まった。さらに広い読者に対して極めて奇抜なやり方で、つまりシャターハンドは自分自身であり、しかもそこで語られている冒険の数々は自ら体験したものである、と主張した。その風変わりな性格のために良識ある市民として日常生活を過ごすことは無理で、そのために自分が書いた作品の中の虚構（夢）の世界で、自分を限りなく展開させる道を選んだのである。そのためその書斎を、数多くの野獣の毛皮や剥製のライオン、鹿の角、様々な猟銃、ライフル銃、アラビアの水煙管、ペルシアじゅうたんなどでいっぱいに飾り立てた。またドイツ国内の各地を訪ねまわって彼の崇拝者や読者と直接コンタクトをとった。さらにオーストリア皇室やバイエルン王室にも呼ばれ、皇帝陛下や大公夫人，王女などから手厚くもてなされた。
世界冒険物語の大成功によっていまや安定した経済的基盤を築いたマイは、その作品の主な舞台となっていた中近東地域への旅行に出かけた。それは1年4ヶ月に及ぶ大旅行であった。まず北イタリアのジェノヴァ港からエジプトのカイロにわたった。そこでアラビア人の召使を雇い、1年余りの期間、マイの旅のお供をさせた。その旅行の経路をざっとたどると、ナイル河往復、パレスティナ地方から紅海に入り、汽船「バイエルン号」で、スリランカのコロンボを経て最東端のスマトラ島まで移動した。再びカイロに戻ってからは、妻のエマ及び親しい友人のリヒャルト・プレーンとその妻と一緒の旅であった。
表面的には観光旅行と言ってよいものであったが、故郷の日常生活から離れた孤独な旅は、慣れないものであった。と同時に実際に見聞し、体験した中近東世界は、それまで多年にわたって築きあげてきた「虚構の中近東」とは大きくかけ離れていて、その乖離にマイは強烈な心理的衝撃を受けた。その気持ちの激変のために、孤独な旅の間、二度も精神分裂病にかかり、療養しなければならなかった。
このオリエント大旅行後の晩年の十年余りは、その生活と作品の傾向は、以前とはすっかり異なるものとなった。それまでの英雄的主人公に成りすますという生活態度は捨て去り、その衣装も片付け、派手に飾り立てた家具調度品も整理した。そして作品の面でも、当時の帝国主義や植民地主義に反対して、平和主義に彩られるようになった。帰国後最初の作品『そして地上に平和を』は、平和主義の運動家でノーベル平和賞受賞者のベルタ・フォン・ズットナーとマイとを結びつけた。さらに晩年の作品は、神秘主義的な深みのあるものへと変貌を遂げた。
また私生活面では、精神面で結びつくことがほとんどなかった最初の妻エマと離婚し、亡くなった親友プレーンの妻クラーラと再婚した。この新しい夫人が、それ以後、マイの仕事の面でも、大きく貢献することになった。
いっぽうカール・マイは、この晩年の十年余りの間、様々な種類の非難攻撃にさらされた。初期の頃いろいろな雑誌や分冊販売誌に発表してきた作品が穿り返され、「それらは俗悪小説で、青少年に悪い影響を与えてきた」という批判のキャンペーンを、いっせいに受けたのである。非難攻撃したのは、カトリック関係者、教育関係者、保守主義者などであったが、マイを擁護したのは左派革新系の知識人、前衛の作家・芸術家、などであった。マイ自身も果敢に反論に励んだが、長い裁判沙汰に巻き込まれたりして、疲労困憊した。しかしその最晩年にはこの裁判にも勝利し、亡くなるすこし前の1912年3月には、ウィーンの講演会場で二千人の聴衆を前に、「高貴な人間の住む天空に向って」という講演を行い、拍手喝采を浴びた。ただ70歳という高齢のためもあり、冷雨の中風邪を引いた身体でラーデボイルの家に帰ったものの、1週間後の3月30日に、ただ一人妻のクラーラに付き添われて、静かに息を引き取った。ラーデボイルのラーデボイル＝オスト墓地に埋葬されている。

## 作品の特徴
カール・マイは膨大な作品を著したが、その中核をなすものは、遥かな遠い世界を舞台とした波乱万丈の冒険物語である。その舞台は、北アフリカからアラビアにかけての砂漠地帯、メソポタミアの両河地域そしてバルカン半島の山岳地帯にかけての旧オスマン帝国領であったり、北アメリカ西部のインディアンの世界であったり、はたまたメキシコ高原やアンデス山中あるいはアマゾン河流域の熱帯ジャングルであったりする。さらにアジアでは、はるか中国を舞台としたものもある。そして舞台となっている地域それぞれの地理や風土あるいは宗教、民族性、風俗習慣などが、物語の中に実にたくみに織り込まれている。
マイの描く、人々の生活風俗や動植物名あるいは地名や地形は実に緻密なもので、そうした細密描写も物語の魅力のひとつになっている。
たとえばオリエント・シリーズでは、キリスト教文化とイスラム教文化の相違と近似性について、聖書やコーランの引用をまじえて、キリスト教徒であるドイツ人の主人公カラ・ベン・ネムジの口から語られたりしている。さらに旧オスマン帝国領の中近東地域が、19世紀半ばにおいて民族と宗教のるつぼであったことも、物語の中で自然に語られている。このようにごく一般の読者にとっても、知らず知らずのうちに比較文化史的ないし文化人類学的視点に立って興味深く読めるのが、カール・マイ冒険物語の特色といえよう。
とはいえ、その作品の面白さは何と言っても、次から次へと展開されていく物語の変化と奇抜さにある。それはまさに手に汗握るストーリーの面白さで、読者をぐいぐい引っ張っていくものである。そして登場人物についてみると、「世界冒険物語」では、英雄としての主人公は作者の分身として描かれている。
そのため主人公は会話の中では「私」という一人称で表現されているが、地の文ではれっきとした名前を持っている。中近東を舞台とした作品群では、ドイツ人の英雄であり、同時にキリスト教精神の具現者でもあるカラ・ベン・ネムジ（ドイツ出身のカール）として登場している。またアメリカ西部を舞台とした作品群では、ドイツ出身の西部の男オールド・シャターハンドとして現れている。この主人公は万能のスーパーマンで、行く先々の土地の風俗習慣、言語、社会・宗教事情などに通じている。また格闘技、剣術、水泳、潜水、乗馬、射撃の達人で、数多くの武器や小道具を身につけて、あらゆる場所に神出鬼没する。そしてこれらの能力をフルに発揮して、悪党をこらしめ、戦いでは様々な策略や戦術を編み出して味方を勝利に導く。しかし人を殺すことを極度に嫌い、必要やむをえない場合に限って、相手を叩きのめすか、生け捕りにする程度である。そして困っている人、貧しい人には様々な形で援助をするという人情味にもあふれている。
いっぽう脇役として最もポピュラーなのが、西部ものではアパッチ・インディアンの若き酋長ヴィネトゥーであり、中近東ものでは主人公の召使のアラビア人ハジ・ハレフ・オマールである。ヴィネトゥーのほうは第七巻～第九巻の題名にもなっているくらいで、正義と勇気、聡明さを兼ね備えた人物で、高貴な人間性の持ち主である。そのため脇役というよりは、もう一人の主人公と言ったほうがふさわしく、ドイツの青少年のまさにアイドルである。また主人公の召使であると同時に友人でもあるハジ・ハレフ・オマール（ハジはメッカ巡礼経験者に対する称号）は、小柄で忠誠心に篤い敬虔なイスラム教徒である。キリスト教徒の主人カラ・ベン・ネムジを何とかしてイスラム教徒に改宗させようと説得するのだが、その試みは成功しない。とはいえこの人物は適度にずるさを備えた憎めない性格のため、「チビのハレフ」として、読者のアイドルになっている。ジンギスカンの曲「ハッチ大作戦（原題:Hadschi Halef Omar）」はこのハジ・ハレフ・オマールについて歌ったものである。

## カール・マイ現象
カール・マイはその生涯に膨大な分量の作品を書き上げた作家であったが、その影響は単なる文学的次元を超えて、広く社会的な性質を帯びているといえる。
ドイツを代表する高級週刊誌『デア・シュピーゲル』はかつて、マイに関して特集記事を組んだことがあるが、そこではカール・マイは単なる人気作家であるに留まらず、社会全体に広範な影響を及ぼしてきた、一つの「社会現象」である、と述べられている。
マイがその成功の頂点にあったころ、彼の熱狂的ファンの間でいくつも愛好会が作られ、インディアンや西部の男あるいはアラビアの酋長の格好をしてマイを取り囲み、楽しんでいた。また戦後の西ドイツでも（再統一後には東独でも）、子供たちはカーニヴァルにインディアンの衣装を身に着けて登場したりしている。さらに北独のバート・ゼーゲベルクやエルスペでは、マイの作品を元に毎年野外劇が演じられている。そして作品の映画化はすでに戦前から何度となく行われてきたし、戦後になってからはテレビ化（ビデオ化、ＤＶＤ化）は数えきれないほどである。また耳で聴くドラマの形で数多くのレコードやＣＤが販売されている。そして物語の主人公や脇役の人形（フィギュアー）その他のカール・マイ・グッズが本屋やみやげ物屋などに置かれ、その大衆的人気にこたえている。
いっぽう本来の書物のほうも、ドイツでは広く国民の間に浸透していて、復活祭やクリスマスの時期には、中・高校生へのプレゼントとしてマイの本が贈られたりしている。青少年時代に読んだカール・マイの作品は家庭の書棚に数多く置かれていて、ドイツ人は大人になってからも読み直しているという。そうした人の中には、日本でも良く知られたドイツ出身の著名人も含まれている。
作家のヘルマン・ヘッセは次のような逸話を書き残している。彼は第二次大戦後の1949年にアメリカのコロラド州で開かれたゲーテ祭に出席したとき、余興として催されたインディアン・ショーに、かのアルベルト・アインシュタイン及びアルベルト・シュヴァイツァー（Albert Schweitzer）と同席した。その観覧中にヘッセは思わず叫んだ。「こいつは全く夢のようだ。まるで我々の古馴染みのカール・マイが生きているようだ。例のヴィネトゥーの名だたる白銀銃までそろっている・・・」すると隣にいたアインシュタインもヘッセ同様に興奮し、ヘッセの膝を叩いてささやいた。「よかった、尊敬すべきオールド・シャターハンドびいきは、私一人ではないとわかって。ウルムとミラノで過ごした私の全少年時代は、すべて彼の刻印下にあったのを知っていますか？　今日でもなお、私が絶望的な気持ちになった時など、彼は私にとって、好ましく、価値ある存在なのです」そしてシュヴァイツァーもこの二人のマイ賛美に加わった。「もちろん私もご同様で、マイには血道をあげました。しかし彼の作品で最も強く私の心を捉えたのは、彼の平和愛好と相互理解に対する確固たる信条です。つまり、たとえ隣人が悪の道を歩む者であろうと、その隣人の中にキリストにおける兄弟を見ること、それを教えてくれたものです」　この三人は当時70歳を超えた老人であったが、その少年時代には、マイがまだ活躍していたのだ。

ところで、1912年3月カール・マイが死んだとき、その大衆的人気は地に落ちており、そのままいけば、他の大衆作家と同じように、永遠に忘れ去られる運命にあったかも知れなかった。その運命を大きく変え、作品を永続化させる契機を作ったのが、若き法律家オイヒャー・シュミットであった。
子供の頃からの熱心なマイ愛読者であったシュミットは、新聞・雑誌などを通じて非難攻撃され、また裁判沙汰に巻き込まれていた晩年の作家を何とかして救いたいと思っていた。そしてマイがクラーラ夫人と一緒にこの法律家に出会ったとき、作家は「あなたに私の全作品を出版して欲しい」と頼んだ。その前提としては、マイの裁判に法律家としてシュミットが弁護に当たったことを挙げねばならない。その結果、マイが死亡した翌1913年、当時マイの作品の多くを出版していたフェーゼンフェルト、未亡人のクラーラ・マイそしてシュミットが加わる形で、「カール・マイ出版社（Karl May Verlag）」が、マイが後半生を過ごしたドレスデン近郊のラーデボイルに設立されたのであった。経営者として同社を切り盛りしていくことになったシュミットは、その販売戦略として拡大方針を打ち出した。それはフェーゼンフェルト社から出されていた緑色の装丁のフライブルク版『世界冒険物語』全33巻を基本にして他のもろもろの作品や未発表原稿を取り入れていくというものであった。そこにはマイの生前、非難攻撃の的になっていたミュンヒマイヤー社の分冊販
売小説を、作家の希望に沿って加筆訂正して加えていくことも含まれていた。
と同時にシュミットは、マイの名声と名誉を回復させる為に、『カール・マイを弁護する』という小冊子を1918年に刊行した。その中で彼はマイへの変わらぬ信頼の念を表明するのと同時に、マスコミなどからの不当な罵詈雑言を排除し、世間の誤解を解くことに尽力した。
そうした努力が実って1920年代には、カール・マイの人気は回復していった。やがて1933年1月にヒトラーが政権を握っていろいろ難しい時代となったが、社主のシュミットは持ち前の巧みな才覚と外交的態度によって、ナチス側からほとんど邪魔されずに同社を運営していくことができた。こうして第二次大戦が勃発した1939年には、全集は65巻に達した。その後ドイツは敗戦を迎え、東西に分割されラーデボイルが東独領に入ったため、シュミットは生まれ故郷の西独領のバンベルクに出版社を移転した。そして1951年に創立者が死亡した後は、3人の息子たちが分担して「カール・マイ出版社」を運営管理していくことになった。長男のヨアヒムが社長となり、次男のロタールが販売や版権問題で補佐し、文才に恵まれていた四男のローラントが文章の修正など編集にあたった。その後、全集のほうは74巻にふえた。
そして長男のヨアヒムが高齢の為に経営から手を引き、次男のロタールが社長となり、その息子のベルンハルトが補佐役として入社した。
2003年7月、カール・マイ出版社は創立九十周年を祝う祝賀行事を、バンベルクのホテルで大々的に行った。そしてさらに2013年7月には創立百周年を同じくバンベルクで祝った。その直前にロタールが死亡し、息子のベルンハルトが社長となった。全集は2009年には93巻に達している。
このカール・マイ出版社が、生前の作家の遺志を継いだ、いわば正当な出版社であるが、作家が死亡してから50年が経過した1962年には、その作品の著作権が切れると同時に、様々な出版社からマイの作品が出版されるようになった。それらはおおむねペーパーバックの廉価版であるため、かなりの売れ行きを示した。先に西独の『デア・シュピーゲル』誌が「カール・マイ現象」という言葉を広めたのも、この1960年代のことであった。戦後の混乱が収まり、高度成長の時代を迎えていた西ドイツで、カール・マイ作品が再び注目されて、「カール・マイ・ルネサンス」が起きたわけである。

## カール・マイ没後百年祭（2012年）
2012年3月30日がカール・マイの没後百年の命日に当たった。そのため前年から、ドイツ語圏各地のマイ愛好団体や研究者は小規模な記念行事を開催していた。そして2月末から3月末にかけて、そのクライマックスが訪れた。まずホーエンシュタイン・エルンストタールのマイの生家（博物館）の2階では、特別展の一部として、この十数年間に外国で刊行されたマイに関する研究書や翻訳書が展示された。（ちなみにマイの作品は、現在43の言語に翻訳されている）　日本からは戸叶勝也著『知られざるドイツの冒険作家カール・マイ』（朝文社、2011年10月）及び山口四郎訳『アパッチの若き勇者ヴィネトゥ』（筑摩書房）の2点が展示された。この特別展では、そのほかカール・マイの生涯と作品を詳しく紹介する展示や、作品の名場面をジオラマで立体的に表したもののほかに、「カール・マイ出版社」の活動を紹介したコーナーも設置された。その模様を広く伝える為に、地元のテレビ局（ＭＤＲ）の取材もあった。
そして3月30日の命日には、ドレスデン近郊の高級住宅地ラーデボイルにある霊廟で、没後百周年の式典が執り行われた。午前11時、小雨降る中関係者百人ほどが列席、吹奏楽の演奏の後、マイゆかりの団体の代表者たちが次々と短い挨拶を行った。そしてギリシア風の霊廟の中央祭壇に花輪が捧げられていった。それからその日の午後2時、霊廟からあまり遠くない所にある「カール・マイ博物館」に関係者が集まって、パーティが開かれた。この建物はマイが成功して金持ちになった後の1896年から亡くなった1912年まで住んでいた豪邸である。また本館の反対側には「インディアン博物館」が立っていて、大勢の人が訪れていた。本館では1階、2階、廊下、階段などに所狭しと、マイの生涯と業績に関する常設の展示があり、さらに2階ではマイが使用していた豪華な書斎や広々とした専用図書室などが公開されていた。
いっぽう文化芸術の都ドレスデンの、エルベ川のほとりにある新市街地区の建物で、3月30日の午後6時からと31日いっぱいをかけて、研究者によるシンポジウムが開催された。その建物の対岸には観光客が訪れる旧市街の格調ある建物群のパノラマが見えている。マイは大衆的な作家であったのだが、晩年には文学的な香りが高く、神秘主義的ないし象徴主義的な傾向の作品をいくつも書いている。それらの作品は難解だとして、一般の読者からは敬遠されてきたが、戦後の1969年になって設立された「カール・マイ学会（Karl-May-Gesellschaft)」に参集した研究者から高く評価されるようになった。それ以後、マイは従来からの大衆的な人気と文学作品としての研究対象という二つの側面を持つようになった。このとき開かれたシンポジウムも後者の活動の一つであるが、そのテーマは「諸民族に関するステレオタイプから平和主義へ～カール・マイを多文化交流の面から読む～」というものであった。一人30分で12人が次々に、入れ替わり立ち代り、様々な観点から発表していった。そして熱心な質疑応答があり、ともかく全体から見れば一部の人々とはいえ、カール・マイを研究の対象として取り組むまじめな人々の集まりであった。

## 著作リスト
- 『知られざるドイツの冒険作家カール・マイ』（戸叶勝也著、朝文社、2011年）

- 『カール・マイ冒険物語～オスマン帝国を行く～1－サハラ砂漠からメッカへ』（訳：戸叶勝也、朝文社、2013年）
- 『カール・マイ冒険物語～オスマン帝国を行く～2－ティグリス河の探検』（訳：戸叶勝也、朝文社、2014年）
- 『カール・マイ冒険物語～オスマン帝国を行く～3悪魔崇拝者』（訳：戸叶勝也、朝文社、2014年）
- 『カール・マイ冒険物語～オスマン帝国を行く～4クルディスタンの奥地にて』　（訳：戸叶勝也、朝文社、2014年）
- 『カール・マイ冒険物語～オスマン帝国を行く～5ペルシア辺境に沿って』　（訳：戸叶勝也、朝文社、2014年）
- 『カール・マイ冒険物語～オスマン帝国を行く～6バグダードからイスタンブールへ』（訳：戸叶勝也、朝文社、2014年）
- 『カール・マイ冒険物語～オスマン帝国を行く～7ブルガリア南部にて』（訳：戸叶勝也、朝文社、2015年）
- 『カール・マイ冒険物語～オスマン帝国を行く～8バルカン峡谷にて』（訳：戸叶勝也、朝文社、2015年）
- 『カール・マイ冒険物語～オスマン帝国を行く～９オスマン帝国の辺境』（訳：戸叶勝也、朝文社、2016年）
- 『カール・マイ冒険物語～オスマン帝国を行く～１０マケドニアを行く』（訳：戸叶勝也、朝文社、2016年）
- 『カール・マイ冒険物語～オスマン帝国を行く～１１アルバニア山地にて』（訳：戸叶勝也、朝文社、2016年）
- 『カール・マイ冒険物語～オスマン帝国を行く～１２アドリア海へ』（訳：戸叶勝也、朝文社、2017年）

- 『ヴィネトゥの冒険 -アパッチの若き勇者』全2巻　"Winnetou" （訳：山口四郎、筑摩書房、2003年）

- 『シャマー～カール・マイ冒険小説集』（訳：金森誠也、荒地出版社、1992年）

- 『カール・マイ冒険物語1 -砂漠への挑戦』（訳：戸叶勝也、エンデルレ書店、1977年）
- 『カール・マイ冒険物語2 -ティグリス河の探検』（訳：戸叶勝也、エンデルレ書店、1978年）
- 『カール・マイ冒険物語3 -悪魔崇拝者』（訳：戸叶勝也、エンデルレ書店、1979年）
- 『カール・マイ冒険物語4 -秘境クルディスタン』（訳：戸叶勝也、エンデルレ書店、1981年）
- 『カール・マイ冒険物語13 -アパッチの酋長ヴィネトゥー 1』（訳：山口四郎、エンデルレ書店、1978年)
- 『カール・マイ冒険物語14 -アパッチの酋長ヴィネトゥー 2』（訳：山口四郎、エンデルレ書店、1980年)
- 『カール・マイ冒険物語19 -シルバー湖の宝 1』（訳：伊藤保、エンデルレ書店、1978年）
- 『カール・マイ冒険物語20 -シルバー湖の宝 2』（訳：伊藤保、エンデルレ書店、1979年）